# Göle
Göle là một huyện thuộc tỉnh Ardahan, Thổ Nhĩ Kỳ. Huyện có diện tích 1400 km² và dân số thời điểm năm 2007 là 32134 người, mật độ 23 người/km².